# هندوتاش
تعد هندوتاش، المعروفة أيضًا باسم ممر هندو-تاغ، ممرًا جبليًا تاريخيًا في منطقة شينجيانغ ذاتية الحكم لقومية أويغور (التي كانت سابقاً تركستان الصينية) في جمهورية الصين الشعبية. يمر الممر عبر جبال كونلون التي تربط بين بلدة كانغشيوار المهجورة الآن، والتي كانت تعرف سابقا باسم كنغشوار (36 ° 11 '58 شمالاً ، 78 ° 46' 50 ه) في وادي نهر كاراكاش إلى بلدة بوشا، (36.3833 شمالاً ، 79 ° هـ)، سابقًا بوشيا، في وادي نهر يورونغكاش، ويرتبط أيضاً بالطريق المؤدي إلى مدينة هوتان، خوتان سابقاً.  (راجع الخرائط على اليمين).
تسرد خريطة صينية مفصلة حديثة الممر 印 地 他 什达 坂 (لوحة القيادة الصفراء للسكر)، وتعرض فقط "المسار"، ولكن لا يوجد طريق، يمر فوقها. لم تُظهر الخريطة نفسها أي طرق أو مسارات أخرى تعبر نهر كونلون داخل مقاطعة هوتان. 